# Радзивилл, Януш (гетман)

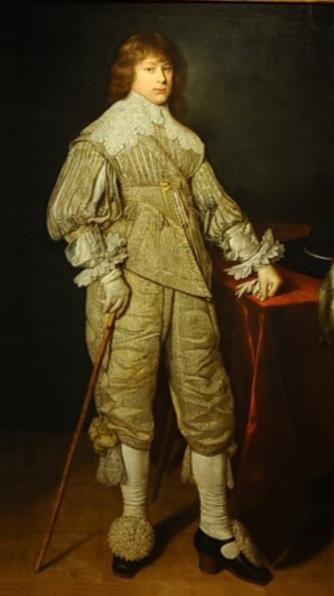
Януш Радзивилл. Давид Байи, 1632.

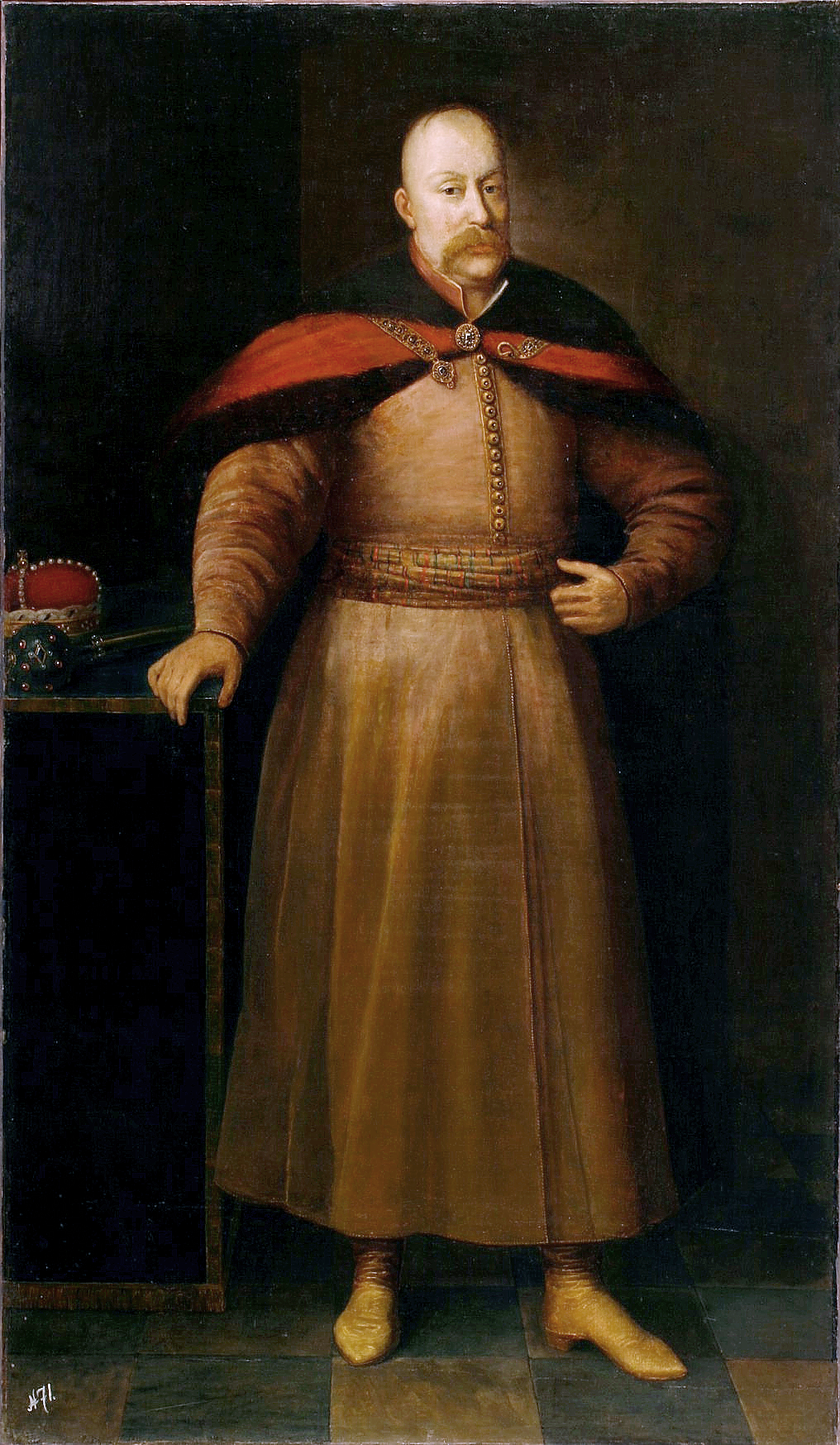
Януш Радзивилл. Даниэль Шульц, около 1652—1654 гг.

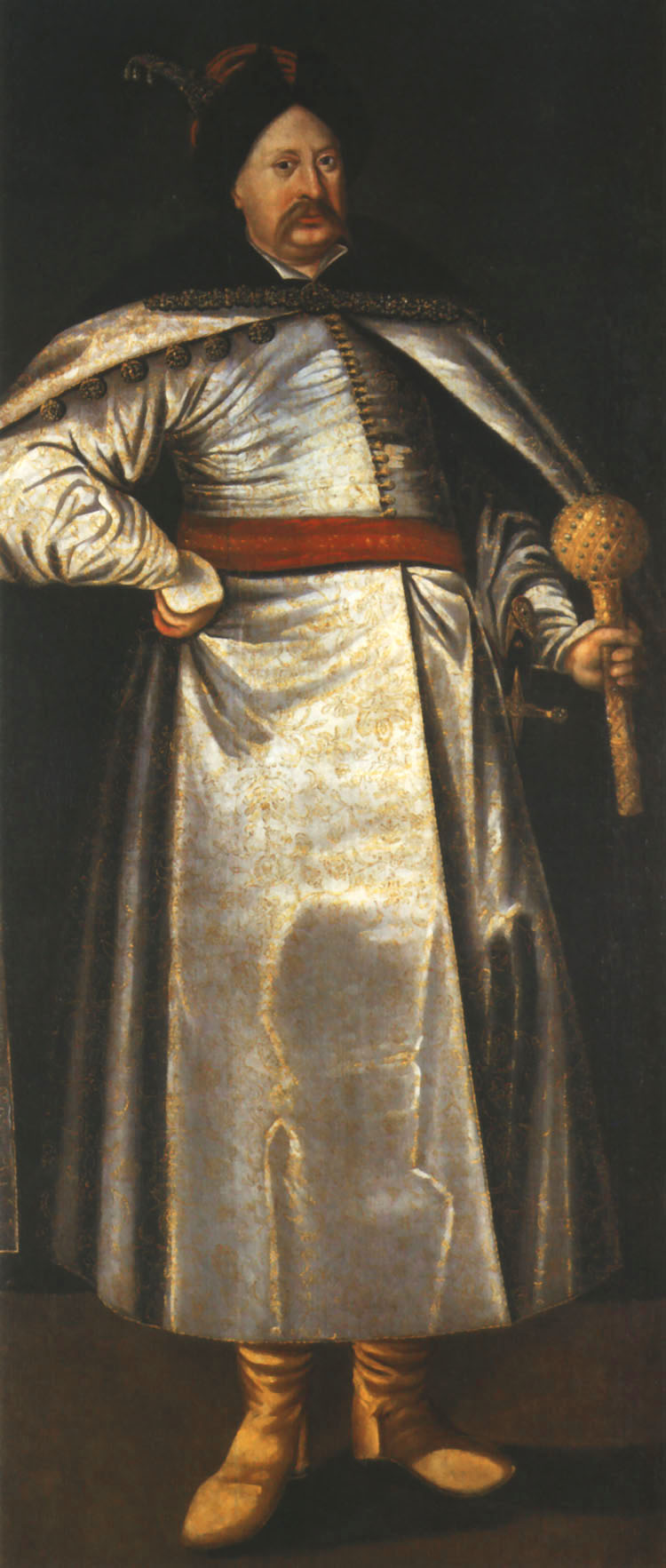
Януш Радзивилл. Даниэль Шульц, 1652.

Я́нуш Радзиви́лл (пол. Janusz Radziwiłł, бел. Януш Радзівіл; 2 декабря 1612 — 31 декабря 1655, Тыкоцин) — крупный государственный и военный деятель Великого княжества Литовского из рода Радзивиллов, великий подкоморий литовский (1633), генеральный староста жмудский (1646—1653), польный гетман литовский (1646—1654), воевода виленский (1653—1655), великий гетман литовский (1654—1655), князь Священной Римской империи на Биржах и Дубинках.
Владел обширными и многочисленными имениями в Великом княжестве Литовском. Ему принадлежали Биржи, Дубинки, Кейданы, Вижуны, Папели и Яшуны на территории современной Литвы, Любча в Новогрудском повете, Дойлиды и Заблудув в Гродненском повете, Невель в Витебском повете, Себеж в Полоцком повете. Янушу Радзивиллу принадлежали каменецкое, борисовское, мстиславское и другие староства.

## Биография
Представитель литовского магнатского рода Радзивиллов герба Трубы. Единственный сын великого гетмана литовского и воеводы виленского Христофора Радзивилла (1585—1640) и Анны Кишки.
Закончил кальвинистскую Слуцкую гимназию, продолжил своё образование в Лейпцигском, Альтдорфском и Лейденском университетах, посетил Францию и Англию. В 1632 году польский король Владислав IV Ваза назначил Януша Радзивилла послом Речи Посполитой в Англии и Нидерландах.
В 1633 году Януш Радзивилл нанял в Голландии 1 тысячу пехотинцев и 200 драгун, вернулся на родину и принял участие в Смоленской войне (1632—1634). За военные заслуги получил в 1633 году должность подкомория великого литовского.
Как королевский дворянин Януш Радзивилл защищал интересы Радзивиллов. В 1634 году произошла ссора между Радзивиллами и Сапегами из-за должности подстолия полоцкого. В 1636 году во время встречи сенаторов с королём Януш Радзивилл оскорбил монарха. Владислав IV простил князя, но маршалок великий коронный Криштоф Опалинский и подканцлер коронный Петр Гембицкий обиделись на него. Обиженные магнаты написали жалобу в земские сеймики. В 1637 году Януш Радзивилл поссорился с подкоморием великим коронный Адамом Казановским. Между ними был назначен поединок, который так и не состоялся.
В 1637 году Януш Радзивилл был избран послом от Виленской земли на сейм. В 1639 году в Вильне произошли стычки между католиками и протестантами. В 1640 году во время похорон Христофора Радзивилла, отца Януша, вспыхнули новые религиозные стычки в столице Великого княжества Литовского. В том же 1640 году вторично был избран послом на сейм, во время которого его безуспешно пытались привлечь к суду за участие в беспорядках.
В 1646 году Януш Радзивилл стал гетманом польным литовским, в том же году получил должность старосты генерального жемайтского, став сенатором Речи Посполитой. Из-за старости гетмана великого литовского Януша Кишки Януш Радзивилл стал фактическим командующим армии Великого княжества Литовского.
В 1648 году после смерти Владислава IV Вазы Януш Радзивилл поддержал избрание на польско-литовский престол его младшего брата Яна II Казимира, от которого получил во владение борисовское староство. Несмотря на это, отношения между гетманом польным литовским и монархом были напряженными. Новый король стремился консолидировать королевскую власть и ограничить самовластие магнатов. В ответ крупные вельможи Януш Радзивилл, Ян Лещинский, Кшиштоф Опалинский и Ежи Себастьян Любомирский заключили магнатский договор, направленный против усиления королевской власти.
В 1649 году Януш Радзивилл во главе литовского войска выступил на подавление восстания Хмельницкого на юге Великого княжества Литовского и на коронных землях на Украине. Взяв Пинск, войска Радзивилла учинили в нём резню, стоившую жизни многим тысячам жителей. Аналогичным образом они поступили в Бобруйске. В июле 1649 года разгромил в битве под Лоевом 15-тысячное повстанческое войско под командованием киевского полковника Михаила Кричевского. В 1651 году разбил казацкие полки под предводительством черниговского полковника Мартына Небабы в сражении под Лоевом, затем вторгся в земли Гетманщины и захватил Киев, подвергнув его разграблению и сожжению. Затем соединился с польской армией и участвовал в битве с казаками Богдана Хмельницкого под Белой Церковью. Выступал против заключения Белоцеровского мирного договора с казаками. В 1654 году на сейме Януш Радзивилл был назначен великим гетманом литовским и воеводой виленским, а его враг Винцент Гонсевский стал гетманом польным литовским.
Финансировал кальвинистские соборы и школы в Великом княжестве Литовском, опекал протестантские общины, финансировал получение образования в европейских университетах местной протестантской молодёжи.
В политическом отношении был сторонником идеи независимости Великого княжества Литовского. Ещё в юности в Вильне в присутствии монарха бросил польским сенаторам: «Презрения, столько раз проявленного, литовский народ не сможет вынести! Придёт время, когда поляки к дверям не попадут, через окна их выбрасывать будем» . С 1649 года пытался наладить контакты с протестантской Швецией.
В начале русско-польской войны (1654—1667) Януш Радзивилл командовал небольшим литовским войском в первых боях с превосходящими силами русской армии. В битве под Шкловом (12 августа 1654) одержал тактическую победу над войском князя Якова Куденетовича Черкасского. В битве под Шепелевичами (24 августа 1654) потерпел поражения от русских войск под предводительством и Алексея Никитича Трубецкого. Раненый, едва не попал в русский плен. Местный житель провёл его через болота в Борисов, откуда Януш Радзивилл отступил в Минск, где собирал шляхетские отряды для продолжения борьбы.
Осенью 1654 года Януш Радзивилл организовал контрнаступление против русских войск. В сентябре литовцы отбили Бобруйск и Свислочь. В декабре Януш Радзивилл при помощи местных жителей занял Оршу. Оттуда великий гетман литовский взял Копысь и Дубровну. 2 января 1655 года Януш Радзивилл с литовской армией (до 30 тыс. чел.) осадил Новый Быхов, обороной которого руководил Иван Золотаренко. Отряды литовской конницы действовали под Витебском, Полоцком, Дисной и Невелем.
Потерпев неудачу под Новым Быховом, Януш Радзивилл и Винцент Гонсевский 2 февраля осадили Могилёв, который оборонял небольшой русско-казацкий гарнизон (3,5 тысячи русских ратников и 4 тысячи казаков). Несмотря на то, что полковник Константин Поклонский перешёл с небольшим отрядом (до 400 человек) на сторону литовцев, русский гарнизон под руководством царского воеводы Матвея Воейкова сумел отразить все вражеские приступы. В апреле 1655 года после последнего неудачного генерального штурма Януш Радзивилл снял осаду с Могилёва и отступил к Березине.
В мае — июле 1655 года русские войска оккупировали значительную часть Великого княжества Литовского (Велиж, Друю, Дубровну, Оршу, Копысь, Лукомль, Борисов, Свислочь и Минск). В конце июля 1655 года гетман великий литовский Януш Радзивилл руководил безуспешной обороной Вильны от русских войск, после падения города бежал в Кейданы, где 20 сентября заключил со шведским королём Карлом X Густавом так называемую Кейданскую унию — соглашение, по которому Великое княжество Литовское выходило из состава Речи Посполитой и вступало в федеративный союз со Швецией. В его планах было создание самостоятельного Литовского княжества с ним же самим во главе. Но большая часть литовской шляхты не поддержала его замысла и многие сторонники покинули его. Литовские магнаты под руководством воеводы витебского Павла Яна Сапеги отказались поддерживать прошведскую политику Януша Радзвилла. Литовские хоругви отступили в Подляшье и стали лагерем в Вербилово. Здесь Павел Сапега и Винцент Гонсевский заявили о создании конфедерации против Радзивилла и Швеции.
В ноябре 1655 года гетман великий литовский Януш Радзивилл с небольшим войском (до 2 тыс. чел) отступил в Подляшье, где он владел крупными имениями. На стороне Януша остался только его двоюродный брат Богуслав Радзивилл. Воевода витебский Павел Ян Сапега возглавил литовские силы на Берестейщине. Януш Радзивилл укрепился в своём замке Тыкоцин, который вскоре осадили литовские хоругви Павла Яна Сапеги. Шведский король Карл Х Густав не оказал военной помощи своему союзнику. В ночь с 30 на 31 декабря 1655 года Януш Радзивилл внезапно скончался в Тыкоцине.
Одни историки считают, что Януша Радзивилла отравили: ему было только 43 года, на здоровье он не жаловался, как вдруг его тело покрылось непонятными пятнами и он скончался. Другие считают, что гетман, поддавшись приступу депрессии, сам покончил с собой.
Похоронен в Кейданском кальвинском сборе.
По его имени названа принадлежавшая ему Радзивилловская летопись.
Януш Радзивилл явился одним из персонажей исторического романа польского писателя Генрика Сенкевича «Потоп» (1884—1886).

## Семья
Был женат дважды:
- (с 1638) на Катерине Потоцкой (1616—1642), дочери воеводы брацлавского Стефана Потоцкого и Марии Амалии Могилы. Дети:
  1. княжна Мария Анна (1640—1667), вышла замуж за князя Богуслава Радзивилла (1620—1669; своего двоюродного дядю) и стала матерью княжны Людовики Каролины;
  2. князь Кристоф (Кшиштоф, пол. Krzysztof)
- (с 1645) на Марии (1625—1660), дочери молдавского господаря Василия Лупу.